# Encephalartos concinnus
Encephalartos concinnus — вид голонасінних рослин класу саговникоподібні (Cycadopsida).
Етимологія: лат. concinnus — «чепурна, від компактного і привабливого вигляду.

## Опис
Рослини деревовиді; стовбур 3 м заввишки, 45 см діаметром. Листки 150—200 см завдовжки, світло- або яскраво-зелені, напівглянсові прямі, жорсткі; черешок прямий, з 1–6 шипами. Листові фрагменти ланцетні; середні — 10–15 см завдовжки, 20–25 мм завширшки. Пилкові шишки 1–4, веретеновиді, зелені, 30–50 см завдовжки, 7–10 см діаметром. Насіннєві шишки 1–2, яйцеподібні, зелені, завдовжки 35–45 см, 15–20 см, діаметром. Насіння довгасте, завдовжки 30–35 мм, шириною 18–23 мм, саркотеста червона.

## Поширення, екологія
Цей вид зустрічається в трьох місцях на півдні Зімбабве в провінціях Південний Матабелеленд, Мідлендс і Масвінго. Записаний вид на висотах між 800 і 900 м над рівнем моря. росте у сухих крутих скелястих долинах з рідкісними деревами, а також виявили, серед гранітних валунів або на крутих скелях, де вони ростуть серед трави або під невеликими деревами. місце проживання характеризується частими нічними та ранковими туманами. Ці рослини не переносять морозів.

## Загрози та охорона
Є негативний вплив на вид через надмірний збір для декоративних цілей. Крім того, листя цього виду використовують місцеві жителі, щоб зробити матраци. Це призвело до загибелі деяких старих укорінених рослин.